# Flick Shagwell
Flick Shagwell (Londra, 5 marzo 1979) è un'ex attrice pornografica britannica.

## Biografia e carriera pornografica
Il suo nome d'arte fa riferimento a Flick, la formichina protagonista del film di animazione A Bug's Life - Megaminimondo, soprannome che le aveva affibbiato il fidanzato, mentre Shagwell deriva da Felicity Shagwell (Felicity Ladà, nella versione italiana), la protagonista femminile del film Austin Powers - La spia che ci provava interpretata da Heather Graham. Flick è nata e cresciuta nella zona di Wimbledon ed ha esordito nell'industria pornografica nel 2000 fino al 2012.

## Riconoscimenti
- AVN Awards
  - 2003 – Best Oral Sex Scene (video) per Lady Fellatio In The Doghouse con Gino Greco[4]
  - 2004 – Best All-Girl Sex Scene (video) per The Violation of Jessica Darlin con Ashley Blue, Jessica Darlin, Brandi Lyons, Lana Moore, Hollie Stevens e Crystal Ray[5]